# Liste des épisodes de New York, police judiciaire

Cet article présente la liste des épisodes de la série télévisée New York, police judiciaire (Law and Order).

## Panorama des saisons
| Saison | Saison | Nombre d'épisodes | Diffusion originale               | Diffusion originale | Diffusion originale | Diffusion française | Audiences moyennes |
| Saison | Saison | Nombre d'épisodes | Horaire US                        | Début de saison     | Fin de saison       | Diffusion française | Audiences moyennes |
| ------ | ------ | ----------------- | --------------------------------- | ------------------- | ------------------- | ------------------- | ------------------ |
|        | 1      | 22                | Mardi à 22 h                      | 13 septembre 1990   | 9 juin 1991         | 1994                | 12,1               |
|        | 2      | 22                | Mardi à 22 h                      | 17 septembre 1991   | 14 mai 1992         | 1995                | 12,3               |
|        | 3      | 22                | Mercredi à 22 h                   | 23 septembre 1992   | 19 mai 1993         | 1995-1996           | 10,2               |
|        | 4      | 22                | Mercredi à 22 h                   | 15 septembre 1993   | 25 mai 1994         | 1996-1997           | 11,9               |
|        | 5      | 23                | Mercredi à 22 h                   | 21 septembre 1994   | 24 mai 1995         | 1997                | 11,6               |
|        | 6      | 23                | Mercredi à 22 h                   | 20 septembre 1995   | 22 mai 1996         | 2000-2001           | 10,9               |
|        | 7      | 23                | Mercredi à 22 h                   | 18 septembre 1996   | 21 mai 1997         | 2001                | 10,5               |
|        | 8      | 24                | Mercredi à 22 h                   | 24 septembre 1997   | 20 mai 1998         | 2001                | 14,1               |
|        | 9      | 24                | Mercredi à 22 h                   | 23 septembre 1998   | 26 mai 1999         | 2001-2002           | 13,8               |
|        | 10     | 24                | Mercredi à 22 h                   | 22 septembre 1999   | 24 mai 2000         | 2002                | 16,3               |
|        | 11     | 24                | Mercredi à 22 h                   | 18 octobre 2000     | 23 mai 2001         | 2002-2003           | 17,7               |
|        | 12     | 24                | Mercredi à 22 h                   | 23 septembre 2001   | 22 mai 2002         | 2003-2004           | 18,7               |
|        | 13     | 24                | Mercredi à 22 h                   | 2 octobre 2002      | 21 mai 2003         | 2004-2005           | 17,3               |
|        | 14     | 24                | Mercredi à 22 h                   | 24 septembre 2003   | 19 mai 2004         | 2005                | 15,9               |
|        | 15     | 24                | Mercredi à 22 h                   | 22 septembre 2004   | 18 mai 2005         | 2006                | 13,0               |
|        | 16     | 22                | Mercredi à 22 h                   | 21 septembre 2005   | 17 mai 2006         | 2006                | 11,2               |
|        | 17     | 22                | Mercredi à 22 h                   | 22 septembre 2006   | 18 mai 2007         | 2007-2008           | 9,4                |
|        | 18     | 18                | Mercredi à 22 h                   | 2 janvier 2008      | 21 mai 2008         | 2009                | 10,7               |
|        | 19     | 22                | Mercredi à 22 h                   | 5 novembre 2008     | 3 juin 2009         | 2009-2010           | 8,2                |
|        | 20     | 23                | Vendredi à 20 h puis lundi à 20 h | 25 septembre 2009   | 24 mai 2010         | 2010-2011           | 7,2                |
|        | 21     | 10                | Jeudi à 20 h                      | 24 février 2022     | 19 mai 2022         | 2022                | 5,92               |
|        | 22     | 22                | Jeudi à 20 h                      | 22 septembre 2022   | 18 mai 2023         | 2023-2024           | 5,88               |
|        | 23     | 13                | Jeudi à 20 h                      | 18 janvier 2024     | 16 mai 2024         |                     |                    |
|        | 24     |                   | Jeudi à 20 h                      | 3 octobre 2024      | 2025                |                     |                    |

## Épisodes

### Saison 1: 1990-1991
La première saison est diffusée du 13 septembre 1990 au 9 juin 1991.
1. Prescription fatale (Prescription for Death)
2. Requiem en sous-sol (Subterranean Homeboy Blues)
3. Le Trompe-la-mort (The Reaper's Helper)
4. Tombent les filles (Kiss the Girls and Make Them Die)
5. Jusqu'à ce que la mort nous sépare (Happily Ever After)
6. O ministres intègres (Everybody's Favorite Bagman)
7. Un mort encombrant (By Hooker, By Crook)
8. Brebis galeuse (Poison Ivy)
9. L'Indifférence qui tue (Indifference)
10. Maîtres et Esclaves (Prisoner of Love)
11. Inégalité raciale (Out of the Half-Light)
12. Pour la vie (Life Choice)
13. Mort dans l'exercice de ses fonctions (A Death in the Family)
14. Femmes en péril (The Violence of Summer)
15. La Loi du silence / L'empire du crime (Pt.1) (The Torrents of Greed pt.1)
16. La Loi du silence / L'empire du crime (Pt.2) (The Torrents of Greed pt.2)
17. L’École du crime (Mushrooms)
18. Le Secret (The Secret Sharers)
19. Le Loup dans la bergerie (The Serpent's Tooth)
20. Le Témoin du passé (The Troubles)
21. Sonate en rein majeur (Sonata for a Solo Organ)
22. L'Argent sale (The Blue Wall)

### Saison 2: 1991-1992
La deuxième saison est diffusée du 17 septembre 1991 au 14 mai 1992.
1. Un flic assassiné (Confession)
2. Le Salaire de l'amour (The Wages of Love)
3. Une star est morte (Aria)
4. L'Asile (Asylum)
5. Un enfant béni (God Bless the Child)
6. Un acte malheureux (Misconception)
7. À la mémoire de… (In Memory Of)
8. Perte de contrôle (Out of Control)
9. Meurtre à l'école (Renunciation)
10. Un incendie pas comme les autres (Heaven)
11. Un moment de gloire (His Hour upon the Stage)
12. Coup de foudre (Star Struck)
13. Rupture de contrat (Severance)
14. Un sang révélateur (Blood Is Thicker)
15. Confiance aveugle (Trust)
16. Vengeance (Vengeance)
17. Une sœur pas très catholique (Sisters of Mercy)
18. Du berceau au tombeau (Cradle to Grave)
19. Une tombe de diamants (The Fertile Fields)
20. Récompense mortelle (Intolerance)
21. La Peur du scandale / Correspondance et décadence (Silence)
22. La Dernière OPA (The Working Stiff)

### Saison 3: 1992-1993
La troisième saison est diffusée du 23 septembre 1992 au 19 mai 1993.
1. Star d'un jour (Skin Deep)
2. Meurtre en noir et blanc (Conspiracy)
3. Pardon aux innocents (Forgiveness)
4. La vie ne tient qu'à un fil (The Corporate Veil)
5. Travail clandestin (Wedded Bliss)
6. Le Médecin de la honte (Helpless)
7. Autodéfense (Self Defense)
8. Le Prince des ténèbres (Prince of Darkness)
9. Maquillage (Point of View)
10. Les Hirondelles du Nigeria (Consultation)
11. Le Jeu de la haine et du hasard (Extended Family)
12. L'Exécuteur testamentaire (Right to Counsel)
13. Souvenirs d'Auschwitz (Night and Fog)
14. Thérapie mortelle (Promises to Keep)
15. L'Amour d'une mère (Mother Love)
16. Question de juridiction (Jurisdiction)
17. Meurtre à retardement (Conduct Unbecoming)
18. L'Instinct animal (Animal Instinct)
19. Vengeance aveugle (Virus)
20. Securitate (Securitate)
21. Force virile (Manhood)
22. Le Monde du silence / La mort en silence (Benevolence)

### Saison 4: 1993-1994
La quatrième saison est diffusée du 15 septembre 1993 au 25 mai 1994.
1. Silence, on tue (Sweeps)
2. Le Clochard (Volunteers)
3. Malentendu (Discord)
4. Le Blues de l'assassin (Profile)
5. Justice à deux vitesses (Black Tie)
6. La Fierté de la famille (Pride and Joy)
7. L'Agneau de Dieu (Apocrypha)
8. La Fin d'un rêve (American Dream)
9. L'Enfer des anges (Born Bad)
10. La Recherche du bonheur (The Pursuit of Happiness)
11. Au bénéfice du doute (Golden Years)
12. Fils indigne (Snatched)
13. Vol à l'adoption (Breeder)
14. Motion de censure (Censure)
15. Défends-toi, mon fils (Kids)
16. Le Big Bang (Big Bang)
17. Calibre 44 (Mayhem)
18. Le Pari (Wager)
19. Délit de fuite (Sanctuary)
20. Éducation (Nurture)
21. Au nom de l'amitié (Doubles)
22. La Rémission (Old Friends)

### Saison 5: 1994-1995
La cinquième saison est diffusée du 21 septembre 1994 au 24 mai 1995.
1. Deuxième Avis (Second Opinion)
2. Le Coma (Coma)
3. Le Bamboo bleu (Blue Bamboo)
4. Valeurs familiales (Family Values)
5. Compagnons d'armes (White Rabbit)
6. La Bavure (Competence)
7. Des bébés si précieux (Precious)
8. Abus de pouvoir / Pleins pouvoirs (Virtue)
9. Les Escrocs (Scoundrels)
10. L'Etau (House Counsel)
11. L'Ange gardien (Guardian)
12. Fanatisme (Progeny)
13. Fureur noire (Rage)
14. L'Esprit de clan (Performance)
15. La Semence (Seed)
16. Génération Violence (Wannabe)
17. La Main de Dieu (Act of God)
18. Dans les brumes du secret (Privileged)
19. Le Monde du silence (Cruel and Unusual)
20. Mauvaise Foi (Bad Faith)
21. Médaille de guerre (Purple Heart)
22. La Transition (Switch)
23. Amour propre (Pride)

### Saison 6: 1995-1996
La sixième saison est diffusée du 20 septembre 1995 au 22 mai 1996.
1. Vengeance amère (Bitter Fruit)
2. La Fiancée du motard (Rebels)
3. Tueur de flic (Savages)
4. Le Pouvoir et l'Argent (Jeopardy)
5. Criminelle ou victime (Hot Pursuit)
6. Paranoïa (Paranoia)
7. Humiliation (Humiliation)
8. Que votre volonté soit faite (Angel)
9. Conspiration (Blood Libel)
10. Les Blessures du passé (Remand)
11. Croisière pour l'au-delà (Corpus Delicti)
12. Un cadeau empoisonné (Trophy)
13. Panique dans le métro[n 1] (Charm City)
14. La Fin et les Moyens (Custody)
15. On ne tue que deux fois (Encore)
16. Vapeur d'alcool (Savior)
17. Dissimulation (Deceit)
18. Gloire éphémère (Atonement)
19. Tout pour ma mère (Slave)
20. Amis à la vie à la mort (Girlfriends)
21. Crimes et Conséquences (Pro Se)
22. Le Mal du pays (Homesick)
23. Peine capitale (Aftershock)

### Saison 7: 1996-1997
La saison 7 est diffusé du 18 septembre 1996 au 21 mai 1997.
1. Cadeau mortel (Causa Mortis)
2. Double Identité (I.D.)
3. Amour impossible (Good Girl)
4. Pour quelques vieilles pièces (Survivor)
5. Corruption (Corruption)
6. Au nom de la science (Double Blind)
7. Papa est parti (Deadbeat)
8. Affaires de famille (Family Business)
9. L'union fait la force (Entrapment)
10. La Femme de mon meilleur ami (Legacy)
11. Une employée modèle (Menace)
12. Intérêts fatals (Barter)
13. A mon époux regretté (Matrimony)
14. Double Vie (Working Mom)
15. Un corps encombrant (pt.1) (D-Girl)
16. Volte-face (pt.2) (Turnaround)
17. Dénouement (pt.3) (Showtime)
18. Libération anticipée (Mad Dog)
19. Accords et Désaccords (Double Down)
20. Témoignage de première importance (We Like Mike)
21. Crime passionnel (Passion)
22. Passé imparfait (Past Imperfect)
23. La Fin du voyage (Terminal)

### Saison 8: 1997-1998
La huitième saison a été diffusée du 24 septembre 1997 au 20 mai 1998.
1. Le Grand Frisson (Thrill)
2. Un bébé encombrant (Denial)
3. Déclaration de guerre (Navy Blues)
4. Don d'organes (Harvest)
5. Les Nouveaux Fils de la liberté (Nullification)
6. Mon Enfant[n 2]! (Baby, It's You)
7. Les Liens du sang (Blood)
8. Corruption / Caution suspecte (Shadow)
9. Brûlures du passé (Burned)
10. Le Choc des cultures (Ritual)
11. Conduite en état d'ivresse (Under the Influence)
12. L'Expert (Expert)
13. Violence télévisuelle (Castoff)
14. Un Bébé à tout Prix (Grief)
15. Œil pour œil (Faccia a Faccia)
16. Les Affres du divorce (Divorce)
17. Virus mortel (Carrier)
18. Traque sur Internet (Stalker)
19. Disparitions (Disappeared)
20. Le Pouvoir de vie ou de mort (Burden)
21. Jeune fille à la dérive (Bad Girl)
22. Victime consentante (Damaged)
23. Journal à scandale (Tabloid)
24. Querelle de pouvoir (Monster)

### Saison 9: 1998-1999
La neuvième saison est diffusée du 23 septembre 1998 au 26 mai 1999.
1. Trafic d'enfants (Cherished)
2. Délit de faciès (DWB)
3. Appât humain (Bait)
4. Bactérie mortelle (Flight)
5. Psychopathes (Agony)
6. Une affaire délicate (Scrambled)
7. Tout pour ma mère (Venom)
8. Abus de pouvoir (Punk)
9. Pour une vie meilleure (True North)
10. Incitation au meurtre (Hate)
11. La Taupe (Ramparts)
12. Le Havre (Haven)
13. Chasseurs de primes (Hunters)
14. Querelle de clochers[n 3] (Sideshow)
15. Le Bras de Dieu (Disciple)
16. Négligences (Harm)
17. La Loi du silence (Shield)
18. Un secret bien gardé (Juvenile)
19. Table rase (Tabula Rasa)
20. Une affaire de cœur (Empire)
21. Le Crime en héritage (Ambitious)
22. Le Poids d'une amitié (Admissions)
23. Mafia Russe (pt.1) (Refuge pt.1)
24. Mafia Russe (pt.2) (Refuge pt.2)

### Saison 10: 1999-2000
La dixième saison a été diffusée du 22 septembre 1999 au 24 mai 2000.
1. Meurtre à Central Park (Gunshow)
2. L'Incontrôlable (Killerz)
3. Madame le juge (DRN)
4. Fusion (Merger)
5. Justice en danger (Justice)
6. Marathon (Marathon)
7. Harcèlement (Patsy)
8. Le Carnet (Blood Money)
9. Le Soleil couchant (Sundown)
10. Irresponsabilité (Loco Parentis)
11. Les Oubliés (Collision)
12. Lait maternel (Mother's Milk)
13. Bouleversement (Panic)
14. Une famille intouchable[n 4] (Entitled)
15. Les Fous d'amour (Fools for Love)
16. L'Abuseur abusé (Trade This)
17. Visite guidée à Harlem (Black, White and Blue)
18. Coup de théâtre (Mega)
19. Épouses soumises (Surrender Dorothy)
20. Le Premier Amendement (Untitled)
21. Tous esclaves (Narcosis)
22. Délits d'initiés (High & Low)
23. Aller sans retour (Stiff)
24. Un passé encombrant (Vaya Con Dios)

### Saison 11: 2000-2001
La onzième saison a été diffusée du 18 octobre 2000 au 23 mai 2001.
1. Épreuve d'endurance (Endurance)
2. Le Nouveau Programme (Turnstile Justice)
3. Fausses Notes (Dissonance)
4. Vengeance programmée (Standoff)
5. Assassinat sur commande (Return)
6. La Panthère noire (Burn Baby Burn)
7. Rétrospective (Amends)
8. Hors jeu (Thin Ice)
9. Un orgueil démesuré (Hubris)
10. Un meurtrier inattendu (Whose Monkey Is It Anyway ?)
11. Un dimanche pas comme les autres (Sunday in the Park with Jorge)
12. Jeunesse perdue (Teenage Wasteland)
13. Phobie (Phobia)
14. La Vie après la mort (A Losing Season)
15. Télé-réalité (Swept Away - A Very Special Episode)
16. Erreur judiciaire (Bronx Cheer)
17. Soif de vanité (Ego)
18. La Voix blanche (White Lie)
19. Arnaque à l'assurance (Whiplash)
20. Pauvres Enfants (All My Children)
21. Amour fraternel (Brother's Keeper)
22. Un jour d'école mémorable (School Daze)
23. Un juge implacable (Judge Dread)
24. Les Dessous de la politique (Deep Vote)

### Saison 12: 2001-2002
La douzième saison a été diffusée du 26 septembre 2001 au 22 mai 2002.
1. Qui a lâché les chiens ? (Who Let the Dogs Out ?
2. Héros malgré lui (Armed Forces)
3. Pas de sentiments (For Love or Money)
4. Soldat de fortune (Soldier of Fortune)
5. Possession (Possession)
6. La Groupie de la star (Formerly Famous)
7. Jeux d'empreintes (Myth of Fingerprints)
8. Le Paradis perdu (The Fire This Time)
9. Le Hip-hop en effervescence (3 Dawg Night)
10. Au bout de la haine (Prejudice)
11. Le Faux Col (The Collar)
12. Une vie pour une autre (Undercovered)
13. Procès d'éthique (DR 1-102)
14. Tel est pris qui croyait prendre (Missing)
15. La Dernière séance (Access Nation)
16. Thérapie alternative (Born Again)
17. L'équipe de rêve (Girl Most Likely)
18. Le Bouc émissaire (Equal Rights)
19. Le Profit à tout prix (Slaughter)
20. Camouflage (Dazzled)
21. Jeu déloyal (Foul Play)
22. La Défense en accusation (Attorney Client)
23. Tel père, tel fils (Oxymoron)
24. Le Patriote (Patriot)

### Saison 13: 2002-2003
La treizième saison a été diffusée du 2 octobre 2002 au 21 mai 2003.
1. Le Fanatique (American Jihad)
2. Meurtre au lycée (Shangri-La)
3. Série noire (True Crime)
4. Dernier Rôle (Tragedy on Rye)
5. La Bague (The Ring)
6. Tueurs à gages (Hitman)
7. La chasse est ouverte (Open Season)
8. Astérisque (Asterisk)
9. La Roue (The Wheel)
10. La Fête des mères (Mother's Day)
11. L’Élu (Chosen)
12. Au nom de Dieu (Under God)
13. Par contumace (Absentia)
14. Mauvais Sort (Star Crossed)
15. La Louve (Bitch)
16. La Case suicide (Suicide Box)
17. Le Génie (Genius)
18. Maritime (Maritime)
19. Le Voyant (Seer)
20. Un bon départ (Kid Pro Quo)
21. Visites à domicile (House Calis)
22. Le Protégé (Sheltered)
23. Couples (Couples)
24. Fumée (Smoke)

### Saison 14: 2003-2004
La quatorzième saison a été diffusée du 24 septembre 2003 au 19 mai 2004.
1. Corps perdus (Bodies)
2. Chasseurs de primes / Ascension sociales (Bounty)
3. Patient zéro (Patient Zero)
4. Thérapie de choc (Shrunk)
5. Le Brasier (Blaze)
6. Identité (Identity)
7. Eaux troubles (Floater)
8. Un métier à risques (Enbedded)
9. Compassion (Compassion)
10. L'Enfant de la discorde (III-Conceived)
11. La Loi de la jungle (Darwinian)
12. Un plat qui se mange froid (Playback)
13. Mariée avec enfants (Married with Children)
14. La Goutte d'eau (City Hall)
15. Ancien Combattant (Veteran's Day)
16. Y a-t-il un témoin ? (Can I Get a Witness)
17. Les Mains libres (Hands Free)
18. Mauvaise Graine (Evil Breeds)
19. L'Homme de nulle part (Nowhere Man)
20. Tout le monde aime Raimondo (Everybody Loves Raimondo's)
21. Vendetta (Vendetta)
22. L’Étranger (Gaijin)
23. Le Roi du caviar (Caviar Emptor)
24. Le Départ de Briscoe (C.O.D)

### Saison 15: 2004-2005
La quinzième saison a été diffusée du 22 septembre 2004 au 18 mai 2005.
1. Une femme en colère (Paradigm)
2. Ma meilleure ennemie (The Dead Wives Club)
3. Liberté écourtée (The Brotherhood)
4. Le Prix à payer (Coming Down Hard)
5. Jeux d'armes (Gunplay)
6. Belle à en mourir (Cut)
7. Au-dessus des lois (Gov Love)
8. Une langue trop pendue (Cry Wolf)
9. Tradition oblige (All in the Family)
10. Pacte avec le Diable (Enemy)
11. Au-delà de l'acceptable (Fixed)
12. Qui a tué Emerson ? (Mammon)
13. L'éternel refrain (Ain't No Love)
14. Sans avis médical (Fluency)
15. Derrière tout homme (Obsession)
16. Le Sixième Homme (The Sixth Man)
17. Permis de tuer (License to Kill)
18. La vengeance est un plat… (Dining Out)
19. Emprise mortelle (Sects)
20. Faux Semblants[n 5] (Tombstone)
21. Censurée (Publish and Perish)
22. Le Sport des rois (Sport of Kings)
23. Tu ne tueras point (In God We Trust)
24. Faute de parcours (Locomotion)

### Saison 16: 2005-2006
La seizième saison a été diffusée du 21 septembre 2005 au 17 mai 2006.
1. L’Arrangement (Red Ball)
2. La Manipulatrice[n 6] (Flaw)
3. Le Fantôme de Sara Dolan (Ghosts)
4. Vivre ou laisser mourir (Age of Innocence)
5. La Couverture (Life Line)
6. Le Droit de naître (Birthright)
7. Le Château de cartes (House of Cards)
8. Frères d'armes (New York Minute)
9. Liste noire (Criminal Law)
10. Quand la police s'en mêle (Acid)
11. Le Livre sacré (Bible Story)
12. Petit commerce entre amis (Family Friend)
13. Les Ombres du cœur (Heart of Darkness)
14. Discrimination positive (Magnet)
15. La Mauvaise Graine (Choice of Evils)
16. Le Prix d'une carrière (Cost of Capital)
17. Le Négociateur (America, Inc)
18. La Fin et les Moyens (Thinking Makes It So)
19. Effets pervers (Positive)
20. Vrai ou faux ? (Kingmaker)
21. Les Larmes du passé (Hindsight)
22. Procès truqué (Invaders)

### Saison 17: 2006-2007
La dix-septième saison a été diffusé du 22 septembre 2006 au 18 mai 2007.
1. Couple de stars (Fame)
2. L'Annonce (Avatar)
3. Divorce explosif (Home Sweet)
4. Au nom de la peur (Fear America)
5. Le Poids des médias (Public Service Homicide)
6. Frères d'armes (Profiteer)
7. De père en fils (In Vivo Veritas)
8. Pour une minute de gloire (Release)
9. Cavale meurtrière (Deadlock)
10. Femme de pouvoir (Corner Office)
11. Les Restes du jour (Remains of the Day)
12. La Voleuse d'enfant (Charity Case)
13. La Provocatrice (Talking Points)
14. La Peur du scandale (Church)
15. Melting Pot (Melting Pot)
16. Le Roman d'un meurtre (Murder Book)
17. De bonne foi (Good Faith)
18. Noir ou Blanc (Bling)
19. Les Filles de l'Est (Fallout)
20. Captivité volontaire… (Captive)
21. Les Horreurs de la guerre (Over There)
22. La Famille de la haine (The Family Hour)

### Saison 18: 2008
La dix-huitième saison a été diffusé du 2 janvier 2008 au 21 mai 2008.
Comme de nombreuses autres séries, New York, police judiciaire fut affecté par la grève des scénaristes, ce qui explique le démarrage tardif de la saison au mois de janvier et le nombre réduit d'épisodes.
1. Seule Issue (Called Home)
2. Dans le noir (Darkness)
3. Sujet tabou (Misbegotten)
4. Le Fin Fond de l'histoire (Bottomless)
5. A armes égales (Driven)
6. Campagne meurtrière (Political Animal)
7. Double Arnaque (Quit Claim)
8. Pris de panique (Illegal)
9. Erreur de cible (Executioner)
10. En deux temps (Tango)
11. Crime d'amour (Betrayal)
12. Meurtres et vieilles bouteilles (Submission)
13. Les Petits Guerriers de Dieu (Angelgrove)
14. Les Joueurs anonymes (Burn Card)
15. Pouvoir d'influence (Bogeyman)
16. De l'autre côté de la barrière (Strike)
17. Usurpation d'identité (Personae Non Grata)
18. Les Dessous de l'affaire (Excalibur)

### Saison 19: 2008-2009
La dix-neuvième saison a été diffusée du 5 novembre 2008 au 3 juin 2009.
1. Incidents en cascade (Rumble)
2. Mis au secret (Challenged)
3. Liberté provisoire (Lost Boys)
4. Quand tout s'écroule (Falling)
5. En terrain hostile (Knock Off)
6. Une vie volée (Sweetie)
7. Démêlés de justice (Zero)
8. Maisons de maîtres (Chattel)
9. Duel de haut vol (By Perjury)
10. Le Serment (Pledge)
11. L'Appât du gain (Lucky Stiff)
12. Le Fils caché (Illegitimate)
13. Les Justiciers (Crimebusters)
14. L'Association du bien et du mal (Rapture)
15. Robin des Rues (Bailout)
16. Sous le sceau du secret (Take-out)
17. Un sujet assassin (Anchors Away)
18. Marqué au fer rouge (Promote This !)
19. Tout nouveau… (All New)
20. Délires psychotiques (Exchange)
21. Comme sur des roulettes (Skate or Die)
22. Le Coup de grâce (The Drowned and the Saved)

### Saison 20: 2009-2010
Le 19 mai 2009, NBC renouvelle la série pour une vingtième saison, qui est diffusé du 25 septembre 2009 au 24 mai 2010. Le 14 mai 2010, la série est annulée après 20 saisons.
1. Le Côté obscur (Memo from the Dark Side)
2. Sous le charme (Just a Girl in the World)
3. Une bombe peut en cacher une autre (Great Satan)
4. Course à l'audience (Reality Bites)
5. Pour ou contre (Dignity)
6. Traque en ligne (Human Flesh Search Engine)
7. Les Enfants perdus (Boy Gone Astray)
8. Au-delà de l'évidence (Doped)
9. Innocente Complice (For the Defense)
10. L'Ame du quartier (Shotgun)
11. Les Méfaits de l'alliance (Fed)
12. Les Maîtres chanteurs (Blackmail)
13. La Double Vie de Bonnie (Steel-Eyed Death)
14. Madame le Proviseur (Boy on Fire)
15. Jeux de masque (Brillant Disguise)
16. Rien de personnel (Innocense)
17. Sous pression (Four Cops Shot)
18. Climat dangereux (Brazil)
19. La Dame de coeur (Crashers)
20. Une bonne année pour mourir (The Taxman Cometh)
21. La Couleur du sang (Immortal)
22. Enfin veuve (Love Eternal)
23. La Chambre froide (Rubber Room)

### Saison 21: 2022
Le 29 septembre 2021, NBC annonce le retour de la série pour une vingt et unième saison, onze ans après son annulation. La saison est diffusée du 24 février au 19 mai 2022.
1. Légitime vengeance (The Right Thing)
2. Ascension impitoyable (Impossible Dream)
3. Influences mortelles (Filtered Life)
4. Jeu, set et match (Fault Lines)
5. La Théorie du complot (Free Speech)
6. Pouvoir pervers (Wicked Game)
7. Le Plus coupable (Legacy)
8. Le Syndrome de la Havane (Severance)
9. L'Arnaqueur (The Great Pretender)
10. Un verdict amer (Black and Blue)

### Saison 22: 2022-2023
Le 10 mai 2022, la série est renouvelée pour une vingt-deuxième saison. Elle est diffusée depuis le 22 septembre 2022 sur NBC.

En France, la saison est diffusée depuis le 24 novembre 2023 sur 13ème Rue.
1. Protection à haut risque (Gimme Shelter) 
Conclusion d'un crossover qui a commencé dans l’épisode 1 de la 3e saison de New York, crime organisé et s’est poursuivi dans l’épisode 1 de la 24e saison de New York, unité spéciale.
2. Convictions mortelles (Battle Lines)
3. La Loi, rien que la loi (Camouflage)
4. Qu’importe les moyens (Benefit of the Doubt)
5. Le Mot de trop (12 Seconds)
6. Par manque de temps (Vicious Cycle)
7. Le Bourreau des cœurs (Only the Lonely)
8. Les Ordres sont les ordres (Chain of Command)
9. Le Criminel innocent (The System)
10. Témoins gênants (Land of Opportunity)
11. Pas de sa faute… (Second Chance)
12. Influenceurs sous influence (Almost Famous)
13. Le Prix de la foi (Mammon)
14. Jalousie mortelle (Heroes)
15. Rumeurs dangereuses (Fear and Loathing)
16. Entre le marteau et l’enclume (Deadline)
17. Juge et partie (Bias)
18. Lodestar (Collateral Damage)
19. Mal dans sa peau (Private Lives)
20. Secrets et mensonges (Class Retreat)
21. On n’achète pas la justice (Appraisal)
22. Les Principes avant les sentiments (Open Wounds)

### Saison 23: 2024
La saison 23, diffusée aux États-Unis depuis le 18 janvier 2024, comprendra 13 épisodes. En France, la saison a été diffusée pour la première fois du 18 octobre 2024 au 22 novembre 2024 sur 13ème rue.
1. Liberté d'expression (Freedom of Expression)
2. La Face cachée de l'IA (Human Innovation)
3. Le Témoin inattendu (Turn the Page)
4. Un choix risqué (Unintended Consequences)
5. Intouchables (Last Dance)
6. Œil pour œil, dent pour dent (On the Ledge)
7. L’Argent ne fait pas le bonheur (Balance of Power)
8. Les Mains liées (Facade)
9. Ce qui nous lie (Family Ties)
10. L’Ironie du sort (Inconvenient Truth)
11. Le Fils à papa (Castle in the Sky)
12. Récidive (No Good Deed)
13. Oser la vérité (In Harm's Way)

### Saison 24: 2024-2025
La série a été renouvelée pour une 24e saison pour l'année 2024/2025 sur NBC. Elle est diffusée depuis le 3 octobre 2024.
1. Titre français inconnu (Catch and Kill)
2. Titre français inconnu (The Perfect Man)
3. Titre français inconnu (Big Brother)
4. Titre français inconnu (The Meaning of All Our Lies)
5. Titre français inconnu (Report Card)
6. Titre français inconnu (Time Will Tell)
7. Titre français inconnu (Truth and Consequences)
8. Titre français inconnu (Bad Apple)
9. Titre français inconnu (Enemy of the State)
10. Titre français inconnu (Greater Good)
11. Titre français inconnu (The Hardest Thing)
12. Titre français inconnu (Duty to Protect)
13. Titre français inconnu (In God We Trust)
14. Titre français inconnu (A Price to Pay)
15. Titre français inconnu (Crossing Lines)
16. Titre français inconnu (Folk Hero)
17. Titre français inconnu (A Perfect Family)
18. Titre français inconnu (Inherent Bias)
19. Titre français inconnu (Play With Fire Part 1)
20. Titre français inconnu (Sins of the Father)
21. Titre français inconnu (Tough Love)
22. Titre français inconnu (Look the Other Way)